# کروم(IV) اکسید
اکسید کروم(IV) (به انگلیسی: Chromium(IV) oxide) با فرمول شیمیایی CrO۲ یک ترکیب شیمیایی است. که جرم مولی آن 83.9949 g/mol می‌باشد. شکل ظاهری این ترکیب، بلورهای چهاروجهی سیاه است.